# Jolanda Benvenuti
Jolanda Benvenuti (* 15. Januar 1908; † 16. November 1981 in Parma) war eine italienische Filmeditorin. Sie begann ihre Laufbahn im Bereich Filmschnitt Anfang der 1940er Jahre bei Filmen von Roberto Rossellini. Bis Mitte der 1970er war sie an mehr als 150 Filmproduktionen beteiligt. 

## Filmografie (Auswahl)
- 1942: Tragödie einer Liebe (Vertigine)
- 1950: Ein Sonntag im August (Domenica d'agosto)
- 1950: Es ist Frühling (È primavera)
- 1950: Franziskus, der Gaukler Gottes (Francesco, giullare di Dio)
- 1950: Stromboli (Stromboli, terra di Dio)
- 1953: Das Fleisch ist schwach (Bufere)
- 1953: Wir Frauen (Siamo donne) (eine Episode)
- 1954: Angst (La paura)
- 1954: Reise in Italien (Viaggio in Italia)
- 1954: Das ewige Lied der Liebe (Nel gorgo del peccato)
- 1958: Ohne Dich kann ich nicht leben
- 1960: Im Land der langen Schatten (Ombre bianche)
- 1960: Küste der Piraten (I pirati della costa)
- 1960: Die Rache des roten Ritters (Il cavaliere dai cento volti)
- 1961: Die Banditen von Orgosolo (Die Banditen von Orgosolo)
- 1961: Der Brigant (Il brigante)
- 1961: Mädchen im Schaufenster (La ragazza in vetrina)
- 1961: Piratenkapitän Mary (Le avventure di Mary Read)
- 1961: Der schwarze Brigant (Il segreto dello sparviero nero)
- 1962: Einer gegen Sieben (Duello nella Sila)
- 1963: Samson und die weißen Sklavinnen (Sansone contro i pirati)
- 1963: Zorro gegen Maciste – Kampf der Unbesiegbaren (Zorro contro Maciste)
- 1963: Zorro mit den drei Degen (Le tre spade di Zorro)
- 1964: Das war Buffalo Bill (Buffalo Bill, l'eroe del Far West)
- 1964: Herkules gegen die Tyrannen von Babylon (Ercole contro i tiranni di Babilonia)
- 1964: Herkules – Rächer von Rom (Ercole contro Roma)
- 1964: Im Tempel des weißen Elefanten (Sandok, il Maciste della giungla)
- 1964: Samson gegen die Korsaren des Teufels (Sansone contro il corsaro nero)
- 1964: Samson und der Schatz der Inkas (Sansone e il tesoro degli Incas)
- 1965: Höllenhunde des Secret Service (Superseven chiama Cairo)
- 1965: Kopfgeld für Ringo (Uno straniero a Sacramento)
- 1965: Die Rückkehr des Gefürchteten (Erik il vichingo)
- 1966: Das Finale liefert Zorro (Zorro il ribelle)
- 1967: Schöne Isabella (C'era una volta…)
- 1967: Das Mädchen und der General (La ragazza e il generale)
- 1968: Blutrache einer Geschändeten (Testa o croce)
- 1968: Keine Rosen für OSS 117 (Pas de roses pour OSS 117)
- 1969: Zorro alla corte d’Inghilterra
- 1969: Zorro – Graf von Navarra (Zorro marchese di Navarra)
- 1975: Der Messias (Il Messia)